# Walther-Rathenau-Straße 17 (Niederndodeleben)

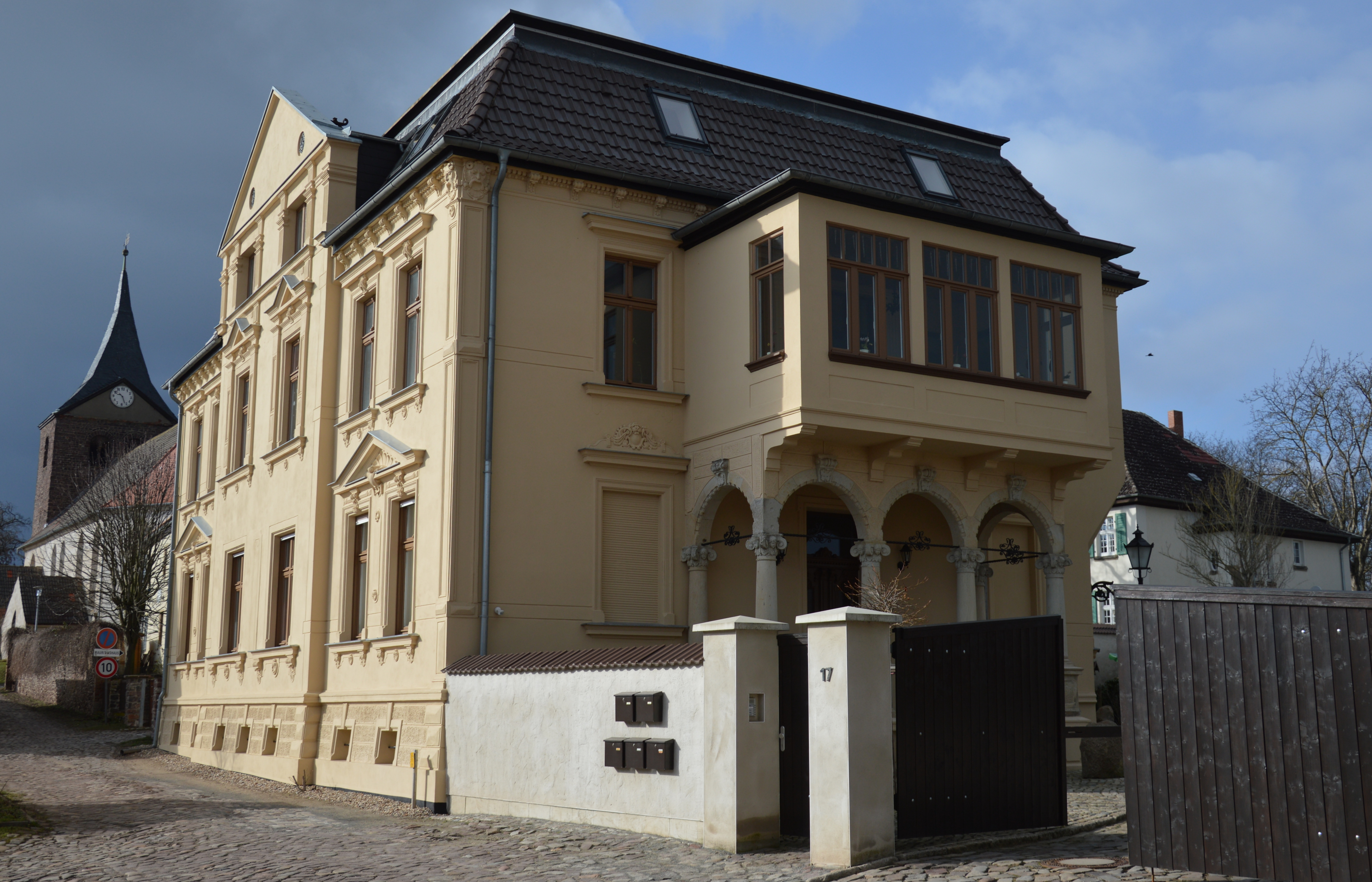
Wohnhaus Walther-Rathenau-Straße 17

Das Haus Walther-Rathenau-Straße 17 ist ein denkmalgeschütztes Wohnhaus in der Gemeinde Hohe Börde in Sachsen-Anhalt.

## Lage
Es befindet sich im Ortsteil Niederndodeleben auf der Nordseite der Walther-Rathenau-Straße. Unmittelbar gegenüber liegt die Einmündung der Straße Berendseen, so dass sich vor dem Haus eine platzartige Erweiterung befindet. Etwas weiter westlich befindet sich die Sankt-Peter-und-Paul-Kirche.

## Gestaltung und Geschichte
Das zweigeschossige repräsentative Gutsherrenhaus entstand Ende des 19. Jahrhunderts im Stil der Neorenaissance. Der verputzte sechsachsige Bau verfügt vor seinen beiden mittleren Achsen über einen Mittelrisalit, der von einem Dreiecksgiebel bekrönt wird. Der Zugang zum Haus befindet sich auf der Ostseite und ist mit einem Altan versehen. Der Altan hat im Erdgeschoss rundbogige von Säulen flankierte Öffnungen.
Anfang des 21. Jahrhunderts erfolgte eine Sanierung des Gebäudes.
Im örtlichen Denkmalverzeichnis ist das Wohnhaus unter der Erfassungsnummer 094 75415 als Baudenkmal eingetragen.